# 5952 Davemonet
5952 Davemonet eller 1987 EV är en asteroid i huvudbältet som upptäcktes den 4 mars 1987 av den  amerikanske astronomen Edward L.G. Bowell vid Anderson Mesa Station. Den är uppkallad efter den amerikanske astronomen David G. Monet.
Asteroiden har en diameter på ungefär 4 kilometer och den tillhör asteroidgruppen Flora.